# Association Sportive Real Bamako
A Association Sportive Real Bamako, mais conhecida como Real Bamako, é um clube de futebol sediado em Bamaco, capital do Mali, inaugurado em 22 de setembro de 1960. Considerada a terceira força do futebol malinês, possui em sua galeria de troféus 6 títulos do Campeonato Malinês e 10 títulos da Copa do Mali. Manda seus jogos no Estádio Modibo Keïta, que conta com capacidade para 35 000 espectadores.

## Títulos oficiais
- Campeonato Malinês (6): 1969, 1980, 1980–81, 1983, 1986 e 1991

- Copa do Mali (10): 1962, 1964, 1966, 1967, 1968, 1969, 1980, 1989, 1991 e 2010

## Jogadores notáveis
- Marc Mboua (2002–04)
- Koffi Jacques (2004–10)
- Soumaila Coulibaly (1995–97)
- Daouda Diakite (1995–01)
- Amara Morikè Kallé (2007–08)
- Salif Keita (1963–65, 1966–67)[2]
- Boubacar Koné (2003–05)
- Aboubacar Tambadou (2004–07)